# Treppenlauf (Laufwettbewerb)
Der Treppenlauf (auch (insbes. österr.:) Stiegenlauf; Towerrunning, Stair Climbing, Skyscraper Racing oder Vertical Running) ist ein Laufwettbewerb, bei dem die Athleten einen Wolkenkratzer, einen Turm oder eine Treppe in freier Natur besteigen.

## Historische Entwicklung
Der erste dokumentierte Treppenlauf-Wettkampf mit Zeitnahme wurde im Jahre 1905 bis zur ersten Plattform des Eiffelturms in Paris ausgetragen.
Die Neuzeit des Treppenlaufs begann im Jahr 1978 mit der ersten Ausrichtung des Empire State Building Run-Up in New York City und des CN Tower Climb in Toronto (zuletzt an 3 Tagen Mitte Oktober). Neben diesen beiden 2014 zum 37. Jahr ausgetragenen Rennen in Nordamerika gibt es zahlreiche weitere Treppenläufe, die sich etabliert haben und mittlerweile über zehn Mal veranstaltet wurden. Im asiatischen Raum blickt der Swissotel Vertical Marathon in Singapur mit 25 Austragungen auf die längste Geschichte zurück. Der Perlachturmlauf in Augsburg ist die am häufigsten ausgetragene Treppenlaufveranstaltung in Deutschland mit 24 Auflagen seit 1989 und zugleich der erste Treppenlauf in einem historischen Bauwerk. Der Lauf gilt als klassischer Treppensprint (261 Stufen), der Rekord wird von Roland Wegner mit 47,28 Sekunden gehalten.

## Training
Ursprünglich diente der Treppenlauf als Variation im Training von Leichtathleten, Fußballern oder anderen Sportlern. Genauso wie beim Berglauf wird die Bauch- und Beinmuskulatur beim Treppenlauf deutlich stärker beansprucht als beim normalen Laufen. Insbesondere werden die Beinstrecker (Musculus quadriceps femoris), die Oberschenkelrückseiten (Musculus biceps femoris) und die großen Gesäßmuskeln (Musculus gluteus maximus) trainiert. Durch den Treppenlauf können sowohl Kraft als auch Ausdauer verbessert werden. Der Energie-Verbrauch bei der Bewältigung von Treppen oder extremen Steigungen kann bis zum Zehnfachen dessen auf horizontaler Strecke erreichen.

## Türme und Strecken
Die meisten Treppenlauf-Veranstaltungen finden in Wolkenkratzern und Türmen statt. Die weltweit höchsten Türme und Wolkenkratzer mit Treppenläufen sind der CN Tower in Toronto, der Taipei 101 in Taipeh, das Shanghai World Financial Center und der Willis Tower in Chicago. Die Indoor-Läufe mit den höchsten Stufenzahlen sind der „Millennium Tower Run Up“ in Wien mit 2529 Stufen bei 3 Aufstiegen und der Fight for Air Climb Chicago in den Presidential Towers mit 2340 Stufen in 4 Türmen. Der berühmteste Treppenlauf findet alljährlich Anfang Februar beim Empire State Building Run-Up in New York statt. Die Teilnahme an der Veranstaltung ist nur auf Einladung der New York Road Runners möglich und erfordert in der Regel entsprechende Erfolge bei anderen Towerrunning-Veranstaltungen oder Serien. Den Rekord im Empire State Building hält der Australier Paul Crake. Er benötigte nur 9 Minuten und 33 Sekunden für die 1.576 Stufen. Auch in historischen Gebäuden, wie dem Perlachturm in Augsburg oder dem Bennington Monument finden regelmäßig Treppenläufe statt.
Nur wenige Treppenläufe werden auf Außenstrecken, z. B. entlang von Bergbahnen ausgetragen, worunter sich vor allem sehr lange und im Vergleich zu den Turmläufen stufenreiche Wettbewerbe befinden. Der längste Treppenlauf findet seit 2005 in Radebeul (Deutschland) statt: Beim Sächsischen Mt. Everest Treppenmarathon sind auf einem Rundkurs in den Weinbergen von Radebeul bei 100 Runden insgesamt 39.700 Stufen auf- und abwärts mit einem Gesamtanstieg von 8.848 Metern zurückzulegen. Diese Höhendifferenz entspricht genau der derzeitigen offiziellen Höhe des Mount Everest, was die Grundlage für die Namensgebung der Veranstaltung darstellt. Zusätzlich entspricht die in der Horizontalen zurückzulegende Distanz mit 84,39 km einem Doppelmarathon. Der Rekord für Einzelstarter liegt bei unter 13,5 Stunden für Männer, bei den Frauen sind es etwa 16,25 Stunden; in 24 Stunden wurden 156 Auf- und Abstiege absolviert. Weitere bedeutende Treppenläufe auf Außenstrecken sind unter anderen der Schweizer Niesenlauf mit 11.674 Stufen auf der längsten Treppe der Welt und der Treppencup im österreichischen Partenen mit 3.610 Stufen. Seit 2012 wurde zudem der Reißeck Wadlbeißer entlang der Bergbahn in Zandlach (Österreich) mit 8971 Stufen ausgetragen. In Bottrop findet seit 2013 jährlich der Tetraeder Treppenlauf auf der ca. 120 m über NN hohen Halde an der Beckstraße mit 1847 Stufen statt.

## Geografische Verteilung der Veranstaltungen
Insgesamt wurden im Jahr 2012 weltweit 192 offizielle Treppenlauf-Veranstaltungen ausgetragen, wobei der nordamerikanische Kontinent mit 112 Treppenläufen führend ist. Neben dem Empire State Building Run-Up und dem CN Tower Climb findet sich eine regionale Häufung hochklassiger Towerrunning-Veranstaltungen vor allem in Chicago. In Europa sind insbesondere die Großstädte Frankfurt am Main, Berlin, Wien, Basel, Warschau und London Austragungsort internationaler Treppenlauf-Veranstaltungen. In Europa entwickelte sich in Polen eine gewisse Tradition. Mit der Run Up-Serie in Tschechien 2008 ist erstmals eine aus mehreren Rennen bestehende Treppenlaufserie ausgetragen worden. In Südeuropa und Skandinavien gibt es bislang nur vereinzelte Veranstaltungen.
In Asien konzentrieren sich die Treppenläufe hauptsächlich auf die Metropolen im Fernen Osten und den Golfstaaten. Große und international hochklassig besetzte Teilnehmerfelder finden sich alljährlich in Singapur, Kuala Lumpur, Dubai und Taipeh, wo seit 2005 der Taipei 101 Run Up ausgetragen wird. Am 15. Juni 2008 bezwang der deutsche Extremsportler Thomas Dold die 91 Stockwerke und 2046 Stufen des „Taipei 101“, zu diesem Zeitpunkt höchster Wolkenkratzer der Welt. Er benötigte dazu 10 Minuten und 53 Sekunden.
Großes Zukunftspotential besteht in Süd- und Mittelamerika, wo angetrieben vom wachsenden medialen Interesse und dem Engagement zahlreicher Organisatoren und Verbänden vor allem in Bogota und Sao Paulo Großveranstaltungen ausgetragen werden. Auf dem afrikanischen Kontinent fand bislang kein offizielles Treppenlauf-Event statt. Eine im Jahre 2011 geplante Veranstaltung in Nairobi wurde kurzfristig abgesagt.

## Treppenläufe im deutschsprachigen Raum
Nach den Vereinigten Staaten von Amerika finden die meisten Treppenlauf-Veranstaltungen in Deutschland (19 Wettbewerbe) und Österreich (13 Wettbewerbe) statt, wobei ein außerordentlich breites Spektrum an Distanzen und Stufenzahlen abgedeckt wird. Rennen im deutschsprachigen Raum mit internationaler Besetzung sind der SkyRun MesseTurm Frankfurt, das Towerrunning Basel, der Millennium Tower Run Up in Wien und der thyssenkrupp Towerrun. Eine Charakteristikum des Treppenlaufsports in Deutschland und Österreich sind Sprintrennen mit weniger als 400 Stufen. Zwölf der 13 kürzesten Treppenläufe der Saison 2012 wurden in Deutschland und Österreich ausgetragen. Auf der anderen Seite fanden auch die drei längsten Rennen der Saison 2012 im deutschsprachigen Raum statt.

## Treppenlauf als Wettkampfsport

### Wettkampfmodus

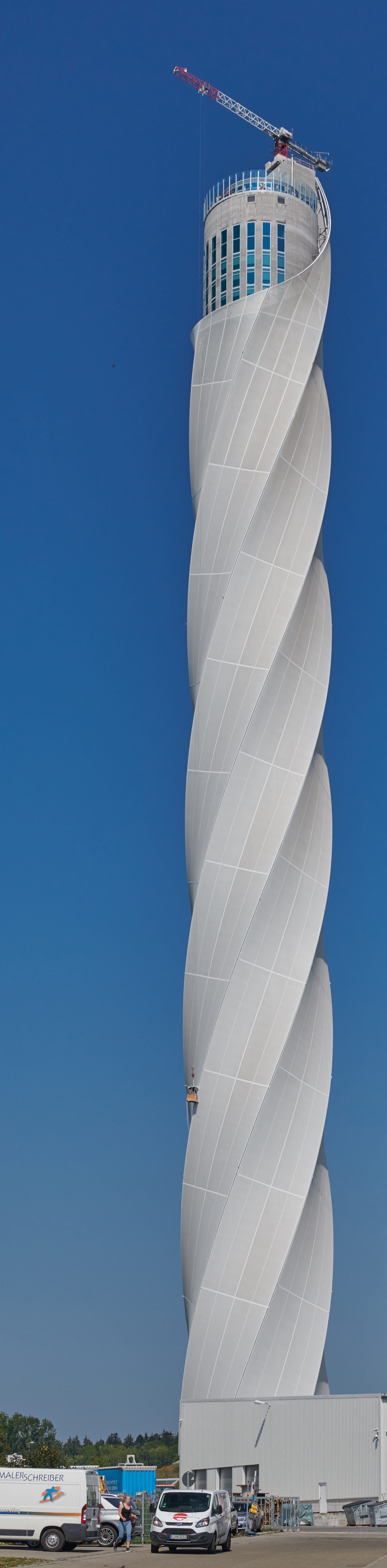
Der thyssenkrupp Towerrun auf dem thyssenkrupp Testturm ist der höchste Treppenlauf Westeuropas

Bei den meisten Treppenlauf-Veranstaltungen wird die Zeit und Platzierung der einzelnen Teilnehmer erfasst. Hierzu hat sich bei nahezu allen Rennen die Zeitnahme mittels Transponder durchgesetzt. Als Wettkampfmodus wird bei vielen Läufen das Einzelstartverfahren angewandt, bei dem die Läufer die Strecke nacheinander einzeln oder in kleinen Gruppen durchlaufen und die schnellste Nettozeit über die Rangfolge entscheidet. Wenige Towerrunning-Events, darunter allerdings der international bekannte Empire State Building Run Up verwenden das Massenstartverfahren, bei dem die Teilnehmer gleichzeitig das Rennen beginnen und die Einlaufreihenfolge im Ziel entscheidet. Zunehmend werden auch andere Wettkampfformate etabliert. Hierzu gehören Turnierformate mit mehreren aufeinander aufbauenden Runden, Multi Climbs mit mehreren Türmen oder mehreren Aufstiegen in einem Turm sowie Rennen mit begrenzter Gesamtzeit und Erfassung der absolvierten Runden auf einem Rundkurs.

### Preise
Bei einigen Veranstaltungen gibt es Geld- und Sachpreise und teilweise werden auch führende Elite-Treppenläufer zu den Rennen eingeladen und bekommen z. B. kostenfreie Flüge oder Übernachtungsmöglichkeiten zur Verfügung gestellt.

### Koordination des Treppenlaufsports
An der Koordination des Treppenlaufsports sind mehrere nationale und internationale Organisationen beteiligt. Eine führende Rolle nimmt hierbei die Towerrunning World Association unter der Leitung des slowakischen Präsidenten Daniel Cecetka ein. Im Towerrunning World Council als zentralem sportpolitischen Organ dieses Verbandes sind Vertreter der nationalen Verbände, Athleten und Rennveranstalter organisiert. Die Towerrunning World Association erfasst alle ausgetragenen Rennen in einer Datenbank, veröffentlicht die Rennergebnisse der Treppenläufe und führt Weltrangliste „Towerrunning World Cup“. Nationale Treppenlaufverbände, die mit der Towerrunning World Association bei der Ausrichtung von Großveranstaltungen kooperieren, haben sich in den vergangenen Jahren unter anderem in den USA, Österreich, Deutschland und Australien entwickelt. In der Schweiz existiert derzeit noch kein nationaler Treppenlaufverband. Weiterhin beteiligt bei der Koordination des Treppenlauf-Wettkampfsports ist die in International Skyrunning Federation, welche neben der Ausrichtung von Berglauf-Veranstaltungen (Skyrunning) auch einige Treppenläufe mitbetreut und mit dem Vertical World Circuit eine kommerzielle internationale Treppenlaufserie ausschreibt. In Europa spielen zudem Vereine und Marketing-Initiativen wie Run2Sky oder die Chris-from-Paris-Organisation eine Rolle bei der Koordination und Vermarktung des Treppenlaufsports.

### Towerrunning World Cup
Der Towerrunning World Cup ist ein vom Towerrunning Office Wien in der Saison 2009 etabliertes und seit 2013 von der Towerrunning World Association betreutes Wertungssystem für den Vergleich der internationalen Treppenlauf-Elite. Basierend auf einer Punktewertung werden dabei die besten Athleten über die gesamte Saison hinweg ermittelt. Für den Towerrunning World Cup werden nahezu alle während einer Saison ausgetragenen Rennen berücksichtigt. Im Gegensatz zu anderen Treppenlauf-Wertungssystemen fließen insbesondere auch Sprintrennen, Ultra-Treppenläufe und Rennen mit komplexen Turnierformaten (z. B. Multi Climbs) in die Wertung ein. Die jeweils besten 30 Läufer bei den gewerteten Rennen erhalten einen absteigenden Punktewert, der mit einem nach definierten Kriterien vergebenen Gewichtungsfaktor multipliziert wird. Die besten acht Ergebnisse während einer Saison werden für jeden Läufer gewertet. Den zentralen Rahmen jeder Saison bilden die 16 bis 20 sogenannten Masters-Races, welche von der Towerrunning World Association aufgrund der Teilnehmerfelder der letzten beiden Jahre sowie technischen und organisatorischen Kriterien ausgewählt und mit einem höheren Gewichtungsfaktor versehen werden. Seit 2013 wird die Rangliste fortlaufend basierend auf den Ergebnissen der letzten 52 Wochen erstellt.
Das World-Cup-Ranking dient auch als Qualifikationsgrundlage für Einladungsrennen und das offizielle World-Cup-Finalrennen in Bogota, das traditionell am 8. Dezember jeden Jahres vom kolumbianischen Leichtathletikverband, dem Nationalen Olympischen Komitee von Kolumbien und der Towerrunning World Association ausgerichtet wird. Aufgrund der Höhenlage der kolumbianischen Hauptstadt gilt das Rennen als besonders anspruchsvoll. Das World-Cup-Finalrennen ist das in Bezug auf das Gesamtpreisgeld und die ausgeschriebenen Sachpreise höchstdotierte Rennen der Saison.
Der Towerrunning World Cup wurde seit der Einführung in der Saison 2009 vier Mal in Folge vom deutschen Treppenläufer Thomas Dold gewonnen, 2013 bis 2017 war der Pole Pjotr Lobodzinski erfolgreich. Die Damen-Wertung sah mit Suzanne Walsham (Australien, 2009 und 2012 bis 2017), Melissa Moon (Neuseeland, 2010) und Cristina Bonacina (Italien, 2011) bislang drei verschiedene Siegerinnen. Die Nationenwertung wurde in den Jahren 2009, 2011 und 2012 von Deutschland gewonnen, im Jahre 2010 setzten sich die Vereinigten Staaten von Amerika, 2013, 2014, 2015 und 2017 Australien und 2016 Tschechien durch.

### Weitere internationale Treppenlauf-Serien
Der von der International Federation of Skyrunning seit 2009 ausgeschriebene Vertical World Circuit stellt die derzeit einzige Treppenlaufserie neben dem Towerrunning World Cup dar, die aus Läufen in mehreren Ländern besteht. In der Saison 2013 umfasst die Serie 9 Rennen in 8 Ländern. Der Vertical World Circuit beinhaltet seit 2011 ein eigenes Finalrennen, zu dem die bestplatzierten Läufer eingeladen werden. Sowohl der Sieg beim Finalrennen als auch in der Gesamtserie waren bis 2012 mit einem Preisgeld dotiert. Thomas Dold gewann den Vertical World Circuit in allen ausgetragenen Auflagen bis 2012. Bei den Damen gewann Suzanne Walsham (Australien) als Titelverteidigerin auch die Saison 2013.
In der Saison 2009 wurde außerdem die Rennserie Run2Sky Europe, bestehend aus Towerruning-Events in Basel, Stuttgart, Frankfurt und Berlin veranstaltet. Die Serie wurde von Thomas Dold initiiert und auch gewonnen. In der Damen-Wertung setzte sich die damals 11-jährige deutsche Nachwuchs-Treppenläuferin Marie-Fee Breyer durch. Die Serie wurde nach der ersten Saison eingestellt. Eine Neuauflage ist derzeit nicht absehbar.

## Wichtige Treppenläufe in Hochhäusern oder Türmen

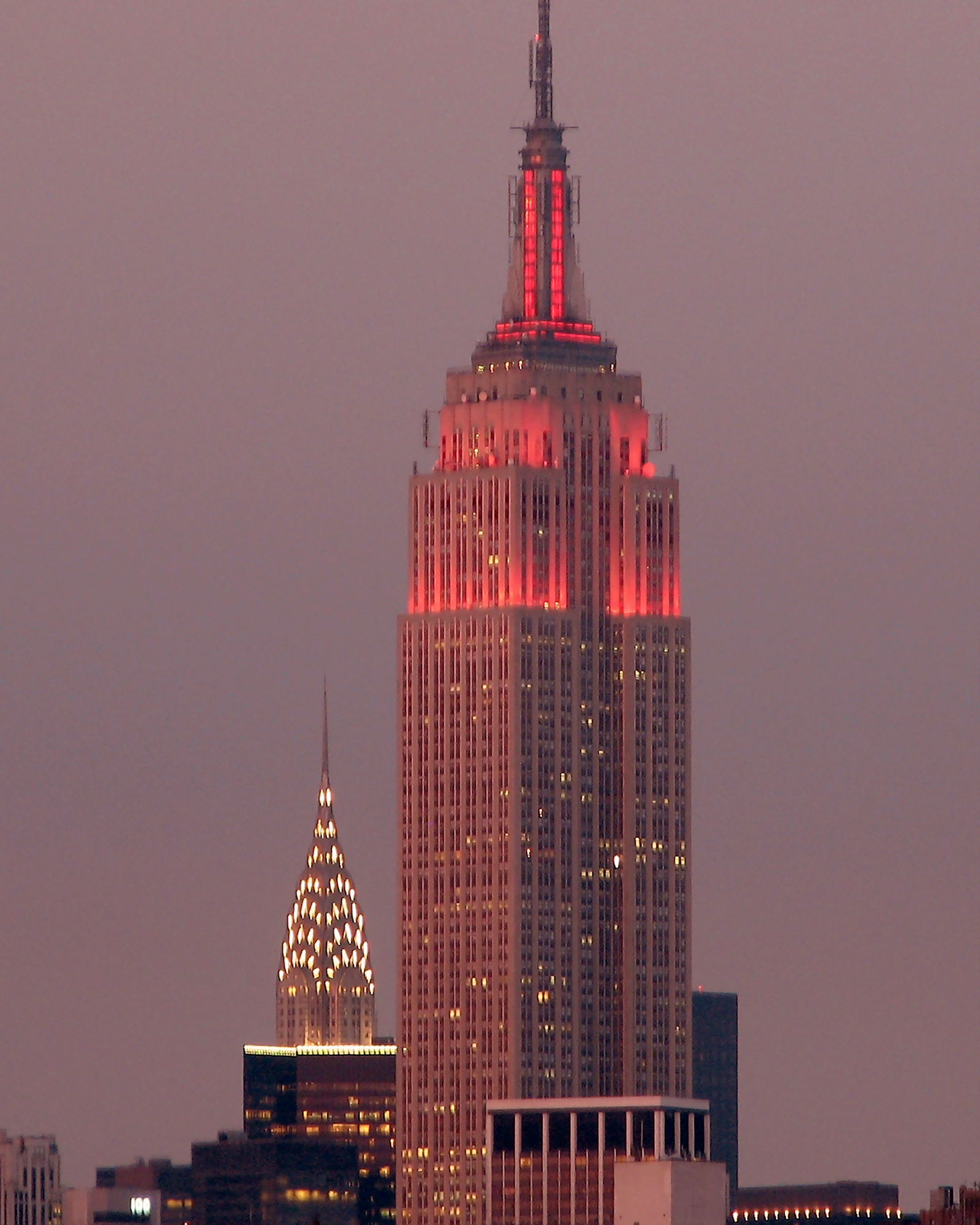
Das Empire State Building, Austragungsort des jährlichen Empire State Building Run-Up.

| Hochhaus/Turm                              | Stadt                        | Stufen | seit |
| ------------------------------------------ | ---------------------------- | ------ | ---- |
| Millennium Tower                           | Wien                         | 2.529  |      |
| One World Trade Center                     | New York City                | 2.226  |      |
| Sears Tower                                | Chicago                      | 2.109  |      |
| Taipei 101                                 | Taipeh                       | 2.046  |      |
| CN Tower                                   | Toronto                      | 1.776  | 1978 |
| John Hancock Center                        | Chicago                      | 1.632  | 1978 |
| Empire State Building                      | New York                     | 1.576  |      |
| Sydney Tower                               | Sydney                       | 1.504  |      |
| U.S. Bank Tower                            | Los Angeles                  | 1.500  |      |
| thyssenkrupp Testturm                      | Rottweil                     | 1.390  |      |
| Swissôtel The Stamford                     | Singapur                     | 1.336  |      |
| Wachovia Center                            | Miami                        | 1.210  |      |
| Messeturm                                  | Frankfurt am Main            | 1.202  |      |
| Three Logan Square                         | Philadelphia                 | 1.088  |      |
| Rheinturm                                  | Düsseldorf                   | 960    |      |
| Park Inn by Radisson Berlin Alexanderplatz | Berlin                       | 770    |      |
| Kölnturm                                   | Köln                         | 714    |      |
| City-Hochhaus                              | Leipzig                      | 700    |      |
| Hochhaus Uptown München                    | München                      | 632    |      |
| Münsterturm                                | Ulm                          | 560    |      |
| Messeturm                                  | Basel                        | 542    |      |
| Wohnhochhaus Ideal                         | Berlin                       | 465    |      |
| Aussichtsturm Pyramidenkogel               | Keutschach am See, Kärnten   | 441    | 2018 |
| Perlachturm                                | Augsburg                     | 261    | 1989 |
| Teltschikturm                              | bei Wilhelmsfeld im Odenwald | 192    |      |

## Athleten (Auswahl)
- Thomas Dold, Spezialist für die Langstrecke
- Matthias Jahn
- Roland Wegner, Spezialist für die Kurzstrecke
- Paul Crake, Rekordhalter beim Run auf das Empire State Building
- Andrea Mayr, Rekordhalterin beim Empire State Building Run,
- Christian Riedl, Rekordhalter beim SkyRun MesseTurm
- Tanja Höschele, Rekordhalterin im Dauer-Treppenlaufen, aufgestellt auf der Himmelsleiter Ellmendingen[32]

## Treppenlauf als Disziplin des Feuerwehrsportes
Treppenläufe sind zunehmend auch beim Feuerwehrsport populär, trainiert wird meist mit voller Schutzausrüstung. Es gibt dafür mittlerweile auch zahlreiche eigene Wettkämpfe. Beispiele sind der Arque-Skyrun über die 61 Etagen des Frankfurter Messeturms oder der Berliner Firefighter Stairrun, bei der Zweimann-Teams in kompletter Schutzausrüstung und angeschlossenem Atemschutzgerät die 39 Etagen bis zur Dachterrasse des Park Inn Berlin-Alexanderplatz bewältigen müssen. Mitunter laufen in Einzelfällen auch einzelne Feuerwehrleute mit Schutzkleidung und eventuell auch mit Atemschutz bei einem sonst nur von Normalsportlern besuchten Läufen mit.
Der Wettbewerb Toughest Firefighter Alive enthält als eine von vier Stationen einen Treppenlauf über 15 bis 35 Stockwerke oder etwa 60 bis 80 Höhenmeter.